# Théodore Louis Boulard
Pour les articles homonymes, voir Boulard.
Théodore Louis Boulard, né au Mans le 19 juillet 1887 et mort au Kremlin-Bicêtre le 21 octobre 1961, est un peintre et un musicien français.

## Biographie
Élève de Jules Hervé-Mathé à l’École des Beaux Arts du Mans, il y devient professeur puis enseigne à Lesneven (1912-1914), Fougères (1914-1919), Aix-en-Provence (1920), au Lycée Georges-Clemenceau (Nantes) (1921-1930), puis à Paris au Lycée Janson-de-Sailly et au Lycée Henri-IV ou il est chargé des cours de dessin préparatoires aux grandes écoles. Il donne aussi des cours à l’Académie Julian.
Membre de la Société des artistes français, il est connu pour ses scènes de la vie quotidienne.
Comme musicien, il gagne en 1899 le premier prix de violon et de solfège du conservatoire de musique du Mans et, soliste au violon, il dirige quelques orchestres.
Mathématicien, passionné de géométrie dans l’espace, on lui doit aussi en 1951 l'ouvrage Vingt leçons de perspective.
Il est inhumé à Saint-Marceau (Sarthe).